# Sabetha
Sabetha – miasto położone w hrabstwach Brown i Nemaha.